# Cunninghamella intermedia
Cunninghamella intermedia är en svampart som beskrevs av K.B. Deshp. & Mantri 1966. Cunninghamella intermedia ingår i släktet Cunninghamella och familjen Cunninghamellaceae.   Inga underarter finns listade i Catalogue of Life.